# 元谐 (乐安郡公)
元諧（?—?），中国隋朝軍人、政治人物，河南郡洛陽县人。
元諧年轻时在国子監和楊堅一起读书，十分友爱。後因軍功，累進大将軍。580年，楊堅担任丞相，召他到身边。尉迟迥之乱，尉迟迥派兵攻打小乡，击败元諧。581年、隋朝建国，進位上大将軍，封乐安郡公。参与改定律令。
吐谷渾進攻涼州，元諧为行軍元帥，与行軍总管賀婁子幹、郭竣、元浩率兵数万，讨伐吐谷渾。吐谷渾定城王鍾利房率三千騎渡河，与党項联合。元諧出兵鄯州入青海，阻断敌军退路。两軍会战丰利山，元諧击败吐谷渾。吐谷渾太子可博汗率五万騎兵袭击隋軍，元諧迎击破敌。追击三十里，俘虏、殺害し数万人，吐谷渾名王十七人、公侯十三人率部下投降。元諧因功受位柱国。担任寧州刺史，在任上恩威并重，但是刚愎自用。後来被免职。
元諧与王誼一起不被任用，两人经常来往。胡僧告发元諧、王誼计划叛乱，文帝楊堅派人調查，证明元諧没有谋反，文帝将他释放。后来王誼被处死，元諧也被文帝疏远。
数年後，有人告发元諧与元滂、田鸞、祁緒计划叛乱。说元諧派祁緒引入党項隔断巴蜀；元諧要排除广平王楊雄、左僕射高熲，而誹謗二人；元諧对元滂说：「我是主人，殿上坐着的是賊」；元諧让元滂望气，元滂说「皇帝头上的雲气像蹲着的狗和奔走的鹿。我们头上是有福德的雲气」。文帝被激怒，元諧、元滂、田鸞、祁緒被处死，剥奪家族属籍。

## 延伸阅读
[在维基数据编辑]
 《隋書·卷40》，出自魏徵《隋书》